# Uruguay op het wereldkampioenschap voetbal 2014
Uruguay was een van de deelnemende landen aan het wereldkampioenschap voetbal 2014 in Brazilië. Het was de twaalfde deelname voor het land aan een wereldkampioenschap. Uruguay werd in de tweede ronde uitgeschakeld door Colombia. Het toernooi van de Uruguayanen werd tijdens de laatste groepswedstrijd ontsierd door een nieuw bijtincident met aanvaller Luis Suárez, die van de FIFA een zware schorsing kreeg.

## Kwalificatie

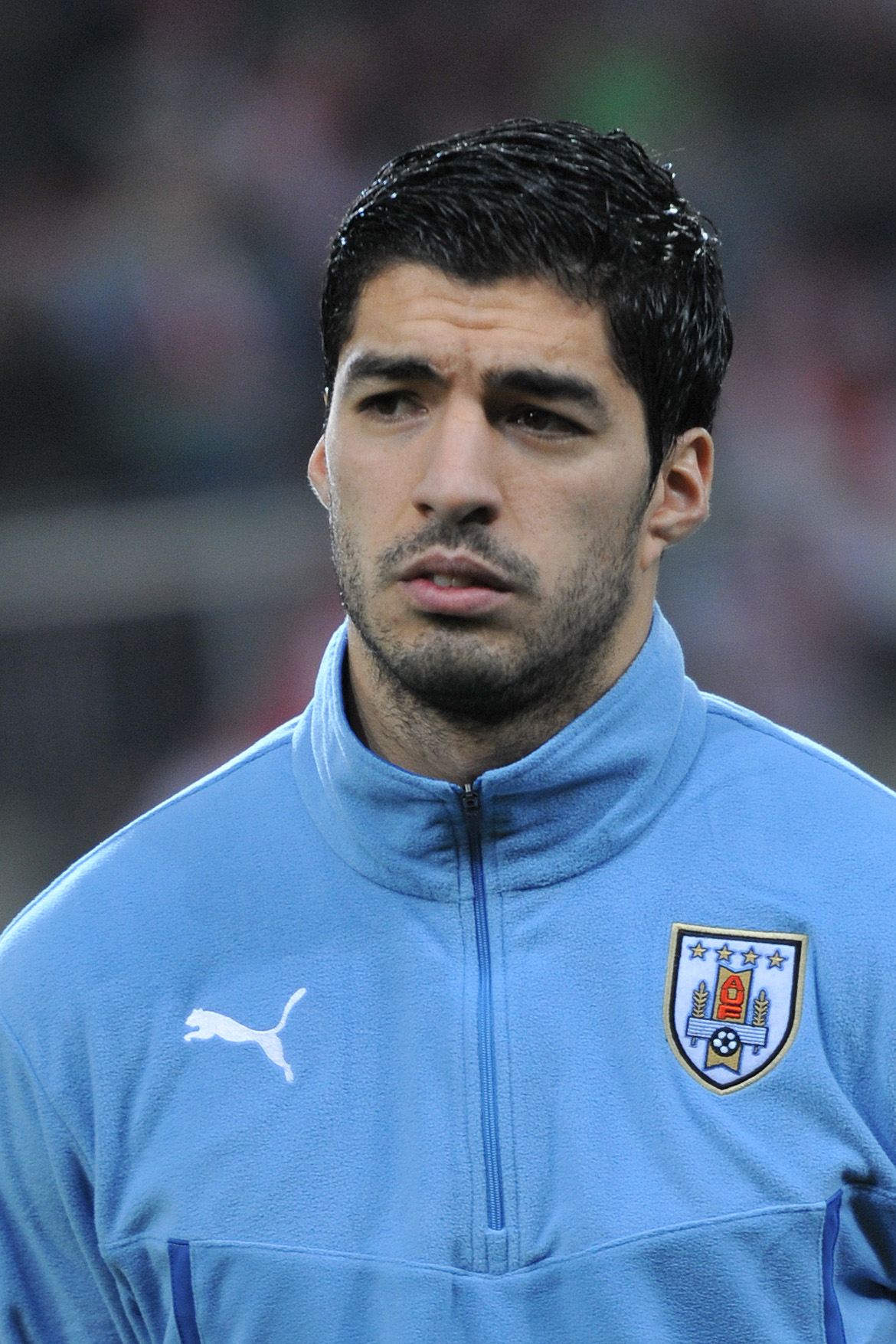
Luis Suárez had met 11 doelpunten een belangrijk aandeel in de WK-kwalificatie van Uruguay. Op het WK werd hij zwaar geschorst na een nieuw bijtincident.

Uruguay begon op 7 oktober 2011 aan de kwalificatie voor het wereldkampioenschap. In eigen land was het met 4-2 te sterk voor Bolivia door onder meer twee doelpunten van Diego Lugano. Vier dagen later, tijdens speelronde 2, leed Uruguay voor de eerste keer puntverlies door met 1-1 gelijk te spelen bij Paraguay.
Op 12 november 2011 volgde de wedstrijd in eigen land tegen Chili. Luis Suárez was met vier doelpunten verantwoordelijk voor de drie punten. Nadat Uruguay, wegens een oneven aantal teams in de poule, vrijaf had tijdens speeldag 4 volgde op 2 juni 2012 de vierde wedstrijd voor Uruguay in de groep. Thuis tegen Venezuela kwam Uruguay niet verder dan een 1-1 gelijkspel. Een week later wist Uruguay, eveneens in eigen land, Peru met 4-2 te verslaan.
In de zesde wedstrijd leed Uruguay voor het eerst een nederlaag. Colombia was in eigen land met 4-0 te sterk voor Uruguay. Na het gelijkspel tegen Ecuador leed Uruguay twee nederlagen. Op bezoek bij Argentinië werd met 3-0 verloren en op bezoek bij Bolivia werd met 4-1 verloren. Hierdoor kwam Uruguay op 5 punten achterstand van de nummer 3 en moest het samen met Venezuela en Chili gaan strijden om plek 4.
De daarop volgende wedstrijd op 22 maart 2013 tegen de nummer laatste Paraguay werd met 1-1 gelijk gespeeld. Venezuela en Chili wisten beiden hun wedstrijden niet te winnen waardoor Uruguay 1 punt uitliep. Vier dagen later was concurrent Chili echter in een onderling duel met 2-0 te sterk voor Uruguay. Uruguay zakte hierdoor terug naar zesde plaats, omdat ook Venezuela wist te winnen. Na opnieuw een rustdag tijdens speeldag 13 wist Uruguay tijdens speeldag 14 Venezuela met 1-0 te verslaan door een doelpunt van Edinson Cavani.
Door twee goals van Suarez wist Uruguay op 7 september 2013 op bezoek bij Chili met 2-1 te winnen. Venezuela verloor met 3-0 bij Chili waardoor Uruguay drie punten uitliep en zicht hield op rechtstreekse plaatsing. Drie dagen later wist Uruguay in eigen land opnieuw te winnen. Ditmaal van Colombia met 2-0. Door die overwinning had Uruguay evenveel punten als nummer vier Ecuador, alleen het doelsaldo was in het voordeel van Ecuador.
Uruguay trof tijdens de een-na-laatste speeldag Ecuador. Bij een overwinning op Ecuador was kwalificatie voor het WK nagenoeg een feit. Ecuador was echter met 1-0 te sterk waardoor Uruguay rechtstreekse kwalificatie niet meer in eigen hand had en zich moest richten op de play-off. Om zich rechtstreeks te plaatsen voor het WK moest Uruguay tijdens de laatste speelronde van Argentinië, wat al verzekerd was van WK deelname, winnen. Concurrenten Chili en Ecuador troffen elkaar in een onderling duel. Verder moest Uruguay 7 doelpunten goed maken op Ecuador en 4 op Chili. Uruguay wist Argentinië in eigen land met 3-2 te verslaan, maar doordat Chili slechts met 2-1 wist te winnen van Ecuador eindigde Uruguay, door een slechter doelsaldo, op de vijfde plaats wat deelname aan de play-off betekende.
Uruguay trof in deze play-off, de nummer vijf van de AFC-groep, Jordanië. Uruguay wist de heenwedstrijd op bezoek bij Jordanië met 5-0 te winnen waardoor het WK Uruguay niet meer kon ontgaan. De return eindigde in een 0-0 gelijkspel wat betekende dat Uruguay zich alsnog had gekwalificeerd voor het WK in Brazilië.

### Kwalificatieduels
|                      |                                      |         |                               |                                                                                     |
| 7 oktober 2011 22:00 | Uruguay                              | 4 – 2   | Bolivia                       | Estadio Centenario, Montevideo Toeschouwers: 25.500 Scheidsrechter: Victor Carrillo |
| 7 oktober 2011 22:00 | Suárez 3' Lugano 25', 71' Cavani 34' | verslag | 17' Cardozo 87' (pen.) Moreno | Estadio Centenario, Montevideo Toeschouwers: 25.500 Scheidsrechter: Victor Carrillo |

|                       |             |         |            |                                                                                           |
| 12 oktober 2011 00:45 | Paraguay    | 1 – 1   | Uruguay    | Estadio Defensores del Chaco, Asunción Toeschouwers: 12.922 Scheidsrechter: Wilson Seneme |
| 12 oktober 2011 00:45 | Ortiz 90+2' | verslag | 68' Forlán | Estadio Defensores del Chaco, Asunción Toeschouwers: 12.922 Scheidsrechter: Wilson Seneme |

|                        |                           |         |       |                                                                                     |
| 12 november 2011 00:00 | Uruguay                   | 4 – 0   | Chili | Estadio Centenario, Montevideo Toeschouwers: 40.500 Scheidsrechter: Hector Baldassi |
| 12 november 2011 00:00 | Suárez 42', 45', 67', 73' | verslag |       | Estadio Centenario, Montevideo Toeschouwers: 40.500 Scheidsrechter: Hector Baldassi |

|                   |            |         |            |                                                                                   |
| 2 juni 2012 20:00 | Uruguay    | 1 – 1   | Venezuela  | Estadio Centenario, Montevideo Toeschouwers: 57.000 Scheidsrechter: Antonio Arias |
| 2 juni 2012 20:00 | Forlán 38' | verslag | 84' Rondón | Estadio Centenario, Montevideo Toeschouwers: 57.000 Scheidsrechter: Antonio Arias |

|                    |                                                   |         |                               |                                                                                   |
| 10 juni 2012 20:30 | Uruguay                                           | 4 – 2   | Peru                          | Estadio Centenario, Montevideo Toeschouwers: 55.000 Scheidsrechter: Leandro Pedro |
| 10 juni 2012 20:30 | Suárez 15' Pereira 29' Rodríguez 62' Eguren 90+3' | verslag | 40' (e.d.) Godín 47' Guerrero | Estadio Centenario, Montevideo Toeschouwers: 55.000 Scheidsrechter: Leandro Pedro |

|                        |                                           |         |         |                                                                                               |
| 7 september 2012 22:30 | Colombia                                  | 4 – 0   | Uruguay | Metropolitano Roberto Melendez, Barranquilla Toeschouwers: 45.000 Scheidsrechter: Heber Lopes |
| 7 september 2012 22:30 | Falcao 2' Gutiérrez 47', 52' Zúñiga 90+1' | verslag |         | Metropolitano Roberto Melendez, Barranquilla Toeschouwers: 45.000 Scheidsrechter: Heber Lopes |

|                         |            |         |                                |                                                                                     |
| 11 september 2012 23:30 | Uruguay    | 1 – 1   | Ecuador                        | Estadio Centenario, Montevideo Toeschouwers: 38.000 Scheidsrechter: Carlos Amarilla |
| 11 september 2012 23:30 | Cavani 67' | verslag | 8' Caicedo 75', 90+3' Valencia | Estadio Centenario, Montevideo Toeschouwers: 38.000 Scheidsrechter: Carlos Amarilla |

|                       |                           |         |         |                                                                                          |
| 12 oktober 2012 21:00 | Argentinië                | 3 – 0   | Uruguay | Estadio Malvinas Argentinas, Mendoza Toeschouwers: 31.997 Scheidsrechter: Leandro Vuaden |
| 12 oktober 2012 21:00 | Messi 65', 79' Agüero 74' | verslag |         | Estadio Malvinas Argentinas, Mendoza Toeschouwers: 31.997 Scheidsrechter: Leandro Vuaden |

|                       |                                 |         |            |                                                                                        |
| 16 oktober 2012 16:00 | Bolivia                         | 4 – 1   | Uruguay    | Estadio Hernando Siles, La Paz Toeschouwers: 25.402 Scheidsrechter: Víctor Hugo Rivera |
| 16 oktober 2012 16:00 | Saucedo 5', 50', 54' Mojica 26' | verslag | 80' Suárez | Estadio Hernando Siles, La Paz Toeschouwers: 25.402 Scheidsrechter: Víctor Hugo Rivera |

|                     |            |         |             |                                                                                   |
| 22 maart 2013 19:00 | Uruguay    | 1 – 1   | Paraguay    | Estadio Centenario, Montevideo Toeschouwers: 32.000 Scheidsrechter: Wilmar Roldán |
| 22 maart 2013 19:00 | Suárez 81' | verslag | 85' Benítez | Estadio Centenario, Montevideo Toeschouwers: 32.000 Scheidsrechter: Wilmar Roldán |

|                     |                        |         |         |                                                                               |
| 26 maart 2013 20:30 | Chili                  | 2 – 0   | Uruguay | Estadio Nacional, Santiago Toeschouwers: 43.816 Scheidsrechter: Néstor Pitana |
| 26 maart 2013 20:30 | Paredes 10' Vargas 77' | verslag |         | Estadio Nacional, Santiago Toeschouwers: 43.816 Scheidsrechter: Néstor Pitana |

|                    |           |            |         |                                                                                                  |
| 11 juni 2013 19:30 | Venezuela | 0 – 1      | Uruguay | Estadio Polideportivo Cachamay, Puerto Ordaz Toeschouwers: nnb Scheidsrechter: Paulo de Oliveira |
| 11 juni 2013 19:30 |           | 28' Cavani |         | Estadio Polideportivo Cachamay, Puerto Ordaz Toeschouwers: nnb Scheidsrechter: Paulo de Oliveira |

|                        |            |       |                        |                                                                           |
| 7 september 2013 04:30 | Peru       | 1 – 2 | Uruguay                | Estadio Nacional, Lima Toeschouwers: nnb Scheidsrechter: Patricio Loustau |
| 7 september 2013 04:30 | Farfán 84' |       | 43' (pen.), 67' Suárez | Estadio Nacional, Lima Toeschouwers: nnb Scheidsrechter: Patricio Loustau |

|                         |                       |       |          |                                                                                |
| 10 september 2013 19:00 | Uruguay               | 2 – 0 | Colombia | Estadio Centenario, Montevideo Toeschouwers: nnb Scheidsrechter: Antonio Arias |
| 10 september 2013 19:00 | Cavani 77' Stuani 80' |       |          | Estadio Centenario, Montevideo Toeschouwers: nnb Scheidsrechter: Antonio Arias |

|                       |             |       |         |                                                                                  |
| 11 oktober 2013 16:00 | Ecuador     | 1 – 0 | Uruguay | Estadio Olímpico Atahualpa, Quito Toeschouwers: nnb Scheidsrechter: Sandro Ricci |
| 11 oktober 2013 16:00 | Montero 30' |       |         | Estadio Olímpico Atahualpa, Quito Toeschouwers: nnb Scheidsrechter: Sandro Ricci |

|                       |                                           |       |                   |                                                                                  |
| 15 oktober 2013 21:30 | Uruguay                                   | 3 – 2 | Argentinië        | Estadio Centenario, Montevideo Toeschouwers: nnb Scheidsrechter: Marcelo De Lima |
| 15 oktober 2013 21:30 | Rodríguez 5' Suárez 34' (pen.) Cavani 50' |       | 15', 41'Rodríguez | Estadio Centenario, Montevideo Toeschouwers: nnb Scheidsrechter: Marcelo De Lima |

### EindstandCONMEBOL
| Geplaatst voor de WK-eindronde     |
| Intercontinentale play-offs        |
| Uitgeschakeld voor de WK-eindronde |

| Nr. | Land       | GW | W | G | V  | DV | DT | DS  | Ptn |
| --- | ---------- | -- | - | - | -- | -- | -- | --- | --- |
| 1   | Argentinië | 16 | 9 | 5 | 2  | 35 | 15 | +20 | 32  |
| 2   | Colombia   | 16 | 9 | 3 | 4  | 27 | 13 | +14 | 30  |
| 3   | Chili      | 16 | 9 | 1 | 6  | 29 | 25 | +4  | 28  |
| 4   | Ecuador    | 16 | 7 | 4 | 5  | 20 | 16 | +4  | 25  |
| 5   | Uruguay    | 16 | 7 | 4 | 5  | 25 | 25 | 0   | 25  |
| 6   | Venezuela  | 16 | 5 | 5 | 6  | 14 | 20 | −6  | 20  |
| 7   | Peru       | 16 | 4 | 3 | 9  | 17 | 26 | −9  | 15  |
| 8   | Bolivia    | 16 | 2 | 6 | 8  | 17 | 30 | −13 | 12  |
| 9   | Paraguay   | 16 | 3 | 3 | 10 | 17 | 31 | −14 | 12  |

|    | Speler            | Land       | Goals |
| -- | ----------------- | ---------- | ----- |
| 1  | Luis Suárez       | Uruguay    | 11    |
| 2  | Lionel Messi      | Argentinië | 10    |
| 3  | Gonzalo Higuaín   | Argentinië | 9     |
| 3  | Radamel Falcao    | Colombia   | 9     |
| 5  | Felipe Caicedo    | Ecuador    | 7     |
| 6  | Teofilo Gutierrez | Colombia   | 6     |
| 7  | Eduardo Vargas    | Chili      | 5     |
| 7  | Jefferson Farfan  | Peru       | 5     |
| 7  | José Rondón       | Venezuela  | 5     |
| 7  | Arturo Vidal      | Chili      | 5     |
| 7  | Sergio Agüero     | Argentinië | 5     |
| 7  | Edinson Cavani    | Uruguay    | 5     |
| 12 | 3 spelers         |            | 4     |

### Intercontinentale play-off
|                        |          |                                                               |         |                                                                           |
| 13 november 2013 16:00 | Jordanië | 0 – 5                                                         | Uruguay | Al-Qwaismeh, Amman Toeschouwers: 17.370 Scheidsrechter: Svein Oddvar Moen |
| 13 november 2013 16:00 |          | 22' Pereira 42' Stuani 69' Lodeiro 78' Rodríguez 90+2' Cavani |         | Al-Qwaismeh, Amman Toeschouwers: 17.370 Scheidsrechter: Svein Oddvar Moen |

|                        |         |                  |          |                                                                                    |
| 21 november 2013 00:00 | Uruguay | 0 – 0 totaal 5–0 | Jordanië | Estadio Centenario, Montevideo Toeschouwers: 62.000 Scheidsrechter: Jonas Eriksson |
| 21 november 2013 00:00 |         |                  |          | Estadio Centenario, Montevideo Toeschouwers: 62.000 Scheidsrechter: Jonas Eriksson |

## WK-voorbereiding
Op 13 mei maakte bondscoach Oscar Tabarez zijn 25-koppige voorlopige WK-selectie voor Uruguay bekend.

### Wedstrijden
|                           |            |         |               |                                                                                          |
| 31 mei 2014 01:30 (UTC−3) | Uruguay    | 1 – 0   | Noord-Ierland | Estadio Centenario, Montevideo Toeschouwers: 45.000 Scheidsrechter: Leandro Pedro Vuaden |
| 31 mei 2014 01:30 (UTC−3) | Stuani 62' | Verslag |               | Estadio Centenario, Montevideo Toeschouwers: 45.000 Scheidsrechter: Leandro Pedro Vuaden |

|                           |                       |         |          |                                                                                      |
| 5 juni 2014 01:30 (UTC−3) | Uruguay               | 2 – 0   | Slovenië | Estadio Centenario, Montevideo Toeschouwers: 55.000 Scheidsrechter: Patricio Loustau |
| 5 juni 2014 01:30 (UTC−3) | Cavani 37' Stuani 76' | Verslag |          | Estadio Centenario, Montevideo Toeschouwers: 55.000 Scheidsrechter: Patricio Loustau |

## Het wereldkampioenschap
Op 6 december 2013 werd er geloot voor de groepsfase van het WK in Brazilië. Uruguay werd als reekshoofd ondergebracht in groep D en kreeg daardoor Fortaleza, São Paulo en Natal als speelsteden voor de groepsfase. Ook Costa Rica, Engeland en Italië kwamen in Groep D terecht.

### Selectie
Op 31 mei 2014 maakte Oscar Tabarez zijn definitieve WK selectie bekend.
| Nr.           | Naam                | Geboortedatum | GW |   |   |   |   |   |   | Club                 |
| ------------- | ------------------- | ------------- | -- | - | - | - | - | - | - | -------------------- |
| Doelmannen    |                     |               |    |   |   |   |   |   |   |                      |
| 1             | Fernando Muslera    | 16-06-1986    | 4  | 0 | 1 | 0 | 0 | 0 | 0 | Galatasaray SK       |
| 12            | Rodrigo Muñoz       | 22-01-1982    | 0  | 0 | 0 | 0 | 0 | 0 | 0 | Club Libertad        |
| 23            | Martín Silva        | 25-03-1983    | 0  | 0 | 0 | 0 | 0 | 0 | 0 | Vasco da Gama        |
| Verdedigers   |                     |               |    |   |   |   |   |   |   |                      |
| 2             | Diego Lugano        | 02-11-1980    | 1  | 0 | 2 | 0 | 0 | 0 | 0 | West Bromwich Albion |
| 3             | Diego Godín         | 16-02-1986    | 4  | 1 | 1 | 0 | 0 | 0 | 0 | Atlético Madrid      |
| 4             | Jorge Fucile        | 19-11-1984    | 1  | 0 | 0 | 0 | 0 | 1 | 0 | FC Porto             |
| 13            | José María Giménez  | 20-01-1995    | 3  | 0 | 1 | 0 | 0 | 0 | 0 | Atlético Madrid      |
| 16            | Maximiliano Pereira | 08-06-1984    | 3  | 0 | 0 | 0 | 1 | 1 | 0 | SL Benfica           |
| 19            | Sebastián Coates    | 07-10-1990    | 1  | 0 | 0 | 0 | 0 | 1 | 0 | Liverpool            |
| 22            | Martín Cáceres      | 07-04-1987    | 4  | 0 | 1 | 0 | 0 | 0 | 0 | Juventus FC          |
| Middenvelders |                     |               |    |   |   |   |   |   |   |                      |
| 5             | Walter Gargano      | 23-07-1984    | 1  | 0 | 1 | 0 | 0 | 0 | 1 | Parma FC             |
| 6             | Álvaro Pereira      | 28-11-1985    | 3  | 0 | 0 | 0 | 0 | 0 | 3 | São Paulo FC         |
| 7             | Cristian Rodríguez  | 30-09-1985    | 4  | 0 | 0 | 0 | 0 | 0 | 2 | Atlético Madrid      |
| 14            | Nicolás Lodeiro     | 21-03-1989    | 3  | 0 | 0 | 0 | 0 | 1 | 2 | Botafogo FR          |
| 15            | Diego Pérez         | 18-05-1980    | 0  | 0 | 0 | 0 | 0 | 0 | 0 | Bologna FC           |
| 17            | Egidio Arévalo      | 01-01-1982    | 4  | 0 | 1 | 0 | 0 | 0 | 0 | Monarcas Morelia     |
| 18            | Gastón Ramírez      | 02-12-1990    | 2  | 0 | 0 | 0 | 0 | 2 | 0 | Southampton FC       |
| 20            | Álvaro González     | 29-10-1984    | 4  | 0 | 0 | 0 | 0 | 1 | 1 | Lazio Roma           |
| Aanvallers    |                     |               |    |   |   |   |   |   |   |                      |
| 8             | Abel Hernández      | 08-08-1990    | 2  | 0 | 0 | 0 | 0 | 2 | 0 | US Palermo           |
| 9             | Luis Suárez         | 24-01-1987    | 2  | 2 | 0 | 0 | 0 | 0 | 1 | Liverpool            |
| 10            | Diego Forlán        | 19-05-1979    | 2  | 0 | 0 | 0 | 0 | 0 | 2 | Cerezo Osaka         |
| 11            | Christian Stuani    | 12-10-1986    | 4  | 0 | 0 | 0 | 0 | 3 | 0 | RCD Espanyol         |
| 21            | Edinson Cavani      | 14-02-1987    | 4  | 1 | 0 | 0 | 0 | 0 | 0 | Paris Saint-Germain  |

#### Afvallers
| Middenvelder |                  |            |              |
|              | Sebastián Eguren | 18-01-1981 | SE Palmeiras |
|              | Alejandro Silva  | 04-09-1989 | CA Lanús     |

### Wedstrijden

#### Groepsfase
|                            |                   |         |                                   |                                                                                  |
| 14 juni 2014 16:00 (UTC−3) | Uruguay           | 1 – 3   | Costa Rica                        | Castelão, Fortaleza Toeschouwers: 58.679 Scheidsrechter: Felix Brych (Duitsland) |
| 14 juni 2014 16:00 (UTC−3) | Cavani 24' (pen.) | Verslag | 54' Campbell 57' Duarte 84' Ureña | Castelão, Fortaleza Toeschouwers: 58.679 Scheidsrechter: Felix Brych (Duitsland) |

| Uruguay | Costa Rica |

| Uruguay:       |    |                    |         |
|                |    |                    |         |
| GK             | 1  | Fernando Muslera   |         |
| RB             | 16 | Maxi Pereira       | 90+4'   |
| CB             | 5  | Diego Lugano       | 50'     |
| CB             | 3  | Diego Godín        |         |
| LB             | 22 | Martín Cáceres     | 81'     |
| RW             | 11 | Christian Stuani   |         |
| CM             | 17 | Egidio Arévalo     |         |
| CM             | 5  | Walter Gargano     | 56' 60' |
| LW             | 7  | Cristian Rodríguez | 76'     |
| CF             | 10 | Diego Forlán       | 60'     |
| CF             | 21 | Edinson Cavani     |         |
| Wisselspelers: |    |                    |         |
| MF             | 14 | Nicolás Lodeiro    | 60'     |
| MF             | 20 | Álvaro González    | 60'     |
| FW             | 8  | Abel Hernández     | 76'     |
| Coach:         |    |                    |         |
| Óscar Tabárez  |    |                    |         |

| Costa Rica:      |    |                    |     |
|                  |    |                    |     |
| GK               | 1  | Keylor Navas       |     |
| RWB              | 16 | Cristian Gamboa    |     |
| CB               | 6  | Óscar Duarte       |     |
| CB               | 3  | Giancarlo González |     |
| CB               | 4  | Michael Umaña      |     |
| LWB              | 15 | Júnior Díaz        |     |
| RW               | 10 | Bryan Ruiz         | 83' |
| CM               | 5  | Celso Borges       |     |
| CM               | 17 | Yeltsin Tejada     | 74' |
| LW               | 7  | Cristian Bolaños   | 89' |
| CF               | 9  | Joel Campbell      |     |
| Wisselspelers:   |    |                    |     |
| MF               | 22 | José Miguel Cubero | 74' |
| FW               | 21 | Marco Ureña        | 83' |
| MF               | 11 | Michael Barrantes  | 89' |
| Coach:           |    |                    |     |
| Jorge Luis Pinto |    |                    |     |

|                          |                 |         |            | |
| 19 juni 2014 16:00 UTC−3 | Uruguay         | 2 – 1   | Engeland   | Novo Estádio do Corinthians, São Paulo Toeschouwers: 62.575 Scheidsrechter: Carlos Velasco (Spanje) |
| 19 juni 2014 16:00 UTC−3 | Suárez 39', 85' | Verslag | 75' Rooney | Novo Estádio do Corinthians, São Paulo Toeschouwers: 62.575 Scheidsrechter: Carlos Velasco (Spanje) |

| Uruguay | Engeland |

| Uruguay:       |    |                    |     |
|                |    |                    |     |
| GK             | 1  | Fernando Muslera   |     |
| RB             | 22 | Martín Cáceres     |     |
| CB             | 13 | José María Giménez |     |
| CB             | 3  | Diego Godín        | 9'  |
| LB             | 6  | Álvaro Pereira     |     |
| DM             | 17 | Egidio Arévalo     |     |
| CM             | 20 | Álvaro González    | 79' |
| CM             | 7  | Cristian Rodríguez |     |
| AM             | 14 | Nicolás Lodeiro    | 67' |
| CF             | 9  | Luis Suárez        | 88' |
| CF             | 21 | Edinson Cavani     |     |
| Wisselspelers: |    |                    |     |
| FW             | 11 | Christian Stuani   | 67' |
| DF             | 4  | Jorge Fucile       | 79' |
| DF             | 19 | Sebastian Coates   | 88' |
| Coach:         |    |                    |     |
| Óscar Tabárez  |    |                    |     |

| Engeland:      |    |                  |     |
|                |    |                  |     |
| GK             | 1  | Joe Hart         |     |
| RB             | 2  | Glen Johnson     |     |
| CB             | 5  | Gary Cahill      |     |
| CB             | 6  | Phil Jagielka    |     |
| LB             | 3  | Leighton Baines  |     |
| CM             | 4  | Steven Gerrard   | 68' |
| CM             | 14 | Jordan Henderson | 87' |
| RW             | 19 | Raheem Sterling  | 64' |
| AM             | 10 | Wayne Rooney     |     |
| LW             | 11 | Danny Welbeck    | 71' |
| CF             | 9  | Daniel Sturridge |     |
| Wisselspelers: |    |                  |     |
| MF             | 21 | Ross Barkley     | 64' |
| MF             | 20 | Adam Lallana     | 71' |
| FW             | 18 | Rickie Lambert   | 87' |
| Coach:         |    |                  |     |
| Roy Hodgson    |    |                  |     |

|                            |        |         |           |                                                                                      |
| 24 juni 2014 13:00 (UTC−3) | Italië | 0 – 1   | Uruguay   | Arena das Dunas, Natal Toeschouwers: 39.706 Scheidsrechter: Marco Rodríguez (Mexico) |
| 24 juni 2014 13:00 (UTC−3) |        | Verslag | 81' Godín | Arena das Dunas, Natal Toeschouwers: 39.706 Scheidsrechter: Marco Rodríguez (Mexico) |

| Italië | Uruguay |

| Italië:          |    |                   |         |
|                  |    |                   |         |
| GK               | 1  | Gianluigi Buffon  |         |
| CB               | 15 | Andrea Barzagli   |         |
| CB               | 19 | Leonardo Bonucci  |         |
| CB               | 3  | Giorgio Chiellini |         |
| CM               | 23 | Marco Verratti    | 75'     |
| RM               | 4  | Matteo Darmian    |         |
| DM               | 21 | Andrea Pirlo      |         |
| CM               | 8  | Claudio Marchisio | 59'     |
| LM               | 2  | Mattia De Sciglio | 77'     |
| CF               | 9  | Mario Balotelli   | 22' 46' |
| CF               | 17 | Ciro Immobile     | 71'     |
| Wisselspelers:   |    |                   |         |
| MF               | 18 | Marco Parolo      | 46'     |
| FW               | 10 | Antonio Cassano   | 71'     |
| MF               | 5  | Thiago Motta      | 75'     |
| Coach:           |    |                   |         |
| Cesare Prandelli |    |                   |         |

| Uruguay:       |    |                    |       |
|                |    |                    |       |
| GK             | 1  | Fernando Muslera   | 90+2' |
| RB             | 22 | Martín Cáceres     |       |
| CB             | 13 | José María Giménez |       |
| CB             | 3  | Diego Godín        |       |
| LB             | 6  | Álvaro Pereira     | 63'   |
| DM             | 17 | Egidio Arévalo     | 46'   |
| CM             | 20 | Álvaro González    |       |
| CM             | 7  | Cristian Rodríguez | 78'   |
| AM             | 14 | Nicolás Lodeiro    | 46'   |
| CF             | 9  | Luis Suárez        |       |
| CF             | 21 | Edinson Cavani     |       |
| Wisselspelers: |    |                    |       |
| DF             | 16 | Maxi Pereira       | 46'   |
| FW             | 11 | Christian Stuani   | 63'   |
| MF             | 18 | Gastón Ramírez     | 78'   |
| Coach:         |    |                    |       |
| Óscar Tabárez  |    |                    |       |

#### 1/8 finale
|                            |                    |         |         |                                                                    |
| 28 juni 2014 17:00 (UTC−3) | Colombia           | 2 – 0   | Uruguay | Maracanã, Rio de Janeiro Scheidsrechter: Björn Kuipers (Nederland) |
| 28 juni 2014 17:00 (UTC−3) | Rodríguez 28', 50' | Verslag |         | Maracanã, Rio de Janeiro Scheidsrechter: Björn Kuipers (Nederland) |

| Colombia | Uruguay |

| Colombia:      |    |                    |     |
|                |    |                    |     |
| GK             | 1  | David Ospina       |     |
| RB             | 18 | Juan Camilo Zúñiga |     |
| CB             | 2  | Cristián Zapata    |     |
| CB             | 3  | Mario Yepes        |     |
| LB             | 7  | Pablo Armero       | 77' |
| CM             | 6  | Carlos Sánchez     |     |
| CM             | 8  | Abel Aguilar       |     |
| AM             | 10 | James Rodríguez    | 85' |
| RW             | 11 | Juan Cuadrado      | 81' |
| CF             | 9  | Teófilo Gutiérrez  | 68' |
| LW             | 21 | Jackson Martínez   |     |
| Wisselspelers: |    |                    |     |
| MF             | 15 | Alexander Mejía    | 68' |
| MF             | 13 | Fredy Guarín       | 81' |
| FW             | 19 | Adrián Ramos       | 85' |
| Coach:         |    |                    |     |
| José Pékerman  |    |                    |     |

| Uruguay:       |    |                    |     |
|                |    |                    |     |
| GK             | 1  | Fernando Muslera   |     |
| RWB            | 16 | Maxi Pereira       |     |
| CB             | 22 | Martín Cáceres     |     |
| CB             | 3  | Diego Godín        |     |
| CB             | 13 | José María Giménez | 55' |
| LWB            | 6  | Álvaro Pereira     | 53' |
| CM             | 17 | Egidio Arévalo     |     |
| DM             | 20 | Álvaro González    | 67' |
| CM             | 7  | Cristian Rodríguez |     |
| CF             | 10 | Diego Forlán       | 53' |
| CF             | 21 | Edinson Cavani     |     |
| Wisselspelers: |    |                    |     |
| FW             | 11 | Christian Stuani   | 53' |
| MF             | 18 | Gastón Ramírez     | 53' |
| FW             | 8  | Abel Hernández     | 67' |
| DF             | 2  | Diego Lugano       | 77' |
| Coach:         |    |                    |     |
| Óscar Tabárez  |    |                    |     |

AUF · A-internationals · Selecties · Bondscoaches · Uruguayaans vrouwenelftal · Olympisch elftal · Uruguay U21 · Uruguay U20 · Uruguay U19 · Uruguay U18 · Uruguay U17
1900 – 1909 ·
1910 – 1919 ·
1920 – 1929 ·
1930 – 1939 ·
1940 – 1949 ·
1950 – 1959 ·
1960 – 1969 ·
1970 – 1979 ·
1980 – 1989 ·
1990 – 1999 ·
2000 – 2009 ·
2010 – 2019 ·
2020 – 2029
WK 1930 · 
WK 1950 · 
WK 1954 · 
WK 1962 · 
WK 1966 · 
WK 1970 ·
WK 1974 · 
WK 1986 · 
WK 1990 · 
WK 2002 · 
WK 2010 · 
WK 2014 · 
WK 2018
OS 1924 · 
OS 1928 ·
OS 2012
1902 · 
1903 · 
1904 · 
1905 · 
1906 · 
1907 · 
1908 · 
1909 ·
1910 · 
1911 · 
1912 · 
1913 · 
1914 · 
1915 · 
1916 · 
1917 · 
1918 · 
1919 ·
1920 · 
1921 · 
1922 · 
1923 · 
1924 · 
1925 · 
1926 · 
1927 · 
1928 · 
1929 ·
1930 · 
1931 · 
1932 · 
1933 · 
1934 · 
1935 · 
1936 · 
1937 · 
1938 · 
1939 ·
1940 · 
1941 · 
1942 · 
1943 · 
1944 · 
1945 · 
1946 · 
1947 · 
1948 · 
1949 ·
1950 · 
1951 · 
1952 · 
1953 · 
1954 · 
1955 · 
1956 · 
1957 · 
1958 · 
1959 ·
1960 · 
1961 · 
1962 · 
1963 · 
1964 · 
1965 · 
1966 · 
1967 · 
1968 · 
1969 ·
1970 · 
1971 · 
1972 · 
1973 · 
1974 · 
1975 · 
1976 · 
1977 · 
1978 · 
1979 ·
1980 · 
1981 · 
1982 · 
1983 · 
1984 · 
1985 · 
1986 · 
1987 · 
1988 · 
1989 ·
1990 ·
1991 · 
1992 · 
1993 · 
1994 · 
1995 · 
1996 · 
1997 · 
1998 · 
1999 · 
2000 · 
2001 · 
2002 · 
2003 · 
2004 · 
2005 · 
2006 · 
2007 · 
2008 · 
2009 · 
2010 · 
2011 · 
2012 · 
2013 · 
2014 · 
2015 · 
2016 ·
2017 ·
2018 ·
2019 ·
2020 ·
2021 ·
2022 ·
2023 ·
2024
Algerije ·
Angola ·
Argentinië ·
Australië ·
België ·
Bolivia ·
Brazilië ·
Bulgarije ·
Canada ·
Chili ·
China ·
Colombia ·
Costa Rica ·
Cuba ·
DDR ·
Denemarken ·
Duitsland ·
Ecuador ·
Egypte ·
Engeland ·
Estland ·
 Finland ·
Frankrijk ·
Georgië ·
Ghana ·
Guatemala ·
Haïti ·
Honduras ·
Hongarije ·
Ierland ·
India ·
Indonesië ·
Irak ·
Iran ·
Israël ·
Italië ·
Ivoorkust ·
Jamaica ·
Japan ·
Joegoslavië ·
Jordanië ·
Libië ·
Luxemburg ·
Maleisië ·
Mexico ·
Marokko ·
Nederland ·
Nicaragua ·
Nieuw-Zeeland ·
Nigeria ·
Noord-Ierland ·
Noorwegen ·
Oekraïne ·
Oezbekistan ·
Oman ·
Oostenrijk ·
Panama ·
Paraguay ·
Peru ·
Polen ·
Portugal ·
Roemenië ·
Rusland ·
Saarland ·
Saoedi-Arabië ·
Schotland ·
Senegal ·
Servië & Montenegro ·
Singapore ·
Slovenië ·
Sovjet-Unie ·
Spanje ·
Tahiti ·
Thailand ·
Trinidad en Tobago · 
Tsjechië ·
Tsjecho-Slowakije ·
Tunesië · 
Turkije ·
Venezuela ·
Verenigde Arabische Emiraten ·
Verenigde Staten ·
Wales ·
Zuid-Afrika ·
Zuid-Korea ·
Zweden ·
Zwitserland
Argentinië (1986) ·
België (1990) ·
Brazilië (1950) · 
Colombia (2014) ·
Costa Rica (2014) ·
Denemarken (1986) ·
Denemarken (2002) ·
Duitsland (2010) ·
Egypte (2018) ·
Engeland (2014) ·
Frankrijk (2002) ·
Frankrijk (2010) ·
Frankrijk (2018) ·
Ghana (2010) ·
Italië (1990) ·
Italië (2014) ·
Mexico (2010) ·
Nederland (1974) ·
Nederland (2010) ·
Portugal (2018) ·
Rusland (2018) ·
Saoedi-Arabië (2018) ·
Schotland (1986) ·
Senegal (2002) ·
Spanje (1990) ·
West-Duitsland (1986) ·
Zuid-Afrika (2010) ·
Zuid-Korea (1990) ·
Zuid-Korea (2010)